# Jantang
Jantang is een bestuurslaag in het regentschap Aceh Besar van de provincie Atjeh, Indonesië. Jantang telt 350 inwoners (volkstelling 2010).